# Безобразно зелено
Безобразно зелено био је југословенски и српски поп рок/нови талас бенд из Београда. Био је препознатљив по учешћу у пројекту Артистичка радна акција, као и у њиховим каснијим радовима.

## Историја

### Године новог таласа (1980—1984)
Бенд су основали 1980. године Бојан Васић (бас-гитариста), Војислав Бешић Беске (гитариста и вокалиста), Драгољуб Спасић Ђиђи (бубњар) и Катарина Бенедетић (вокалиста). Бенд је добио име као бунтовну реакцију на фразу која се обично користи за младе — зелени. Њихове песме Бежим низ улицу и Београд нашле су се на компилацији Артистичка радна акција, заједно са другим генерацијама бендова новог таласа.
Због одласка Бешића и Спасића у ЈНА, бивши бубњар Радничке Контроле и данас глумац Срђан Тодоровић, гитаристи Зоран Илић и Бранислав Петровић Банана придружили су се бенду. Члан бенда био је и Зоран Јанић, који се касније придружио бенду Вреле Усне.
Бенд се први пут појавио у Вентилатор демо топ 10. емисији, у фебруару 1983. године, са песмом Обичаји. Њихов деби албум БЗ1 продуцирао је Момчило Бајагић 1983. године, а на њему су се нашле песме Бежим низ улицу, Гибај се, Јутро и многе друге. Гост на албуму био је Владимир Милачић.
У пролеће 1984. године, бенд је наступао у Дому омладине Београда, када су и Бајага и инструктори представили свој први албум Позитивна географија. Убрзо након тога група је расформирана. Петровић се прикључио бенду Електрични оргазам, Тодоровић је почео глумачку каријеру и наступао са Дисциплином кичме, Екатарином Великом и бендом Казна за уши. Васић је тада почео да ради као поштар.

### Поновно оснивање бенда и распад (1988—1991)
Године 1988. Васић и Илић поново су основали бенд са Спасићем на бубњевима, бившим вокалистом бенда Шлогирани Каранфил и Порцуланска круна, Сашом Комадиновићем и гитаристом Иваном Кљајићем, који је такође прешао из Порцуланске круне. Заједно су снимили нове албум Неонске Бајке. Песме су написали Васић и Илић, а за вокале је био задужен Дејан Цукић. Албум је продуцирао басиста бенда Бајага и Инструктори, Мирослав Цветковић Цвеле. Поред својих песама, обрадили су песме Френка Запе — Bobby Brown, The Sweet и песму The Ballroom Blitz на српском. На албуму се такође нашла и Васићева песма Дираш ме, која се касније нашла и на соло албуму Спори ритам, Дејана Цукића.
Године 1991. почетком распада Југославије, Комадиновић је напустио бенд и преселио се у Јужноафричку Републику. Васић је такође отишао у Јужноафричку Републику, где је заједно са Комадиновићем формирао клупску групу. Године 1994. Васић се вратио у Србију и формирао бенд Курајбери, заједно са Маргитом Стефановић и Гораном Милисављевићем, оснивачем групе Ван Гог и његовим колегама из бенда, Иваном Кљајићем и Драгољубом Спасићем.
Изводили су иностране и југословенске песме. Илић је након тога постао члан бенда Рибља Чорба, 1989. године, а 1992. године основао је бенд Бабе. Бешић се преселио у Њујорк где је постао члан бенда LFAnt. Кљајић је почео да ради као продуцент Ани Станић.

## Наслеђе
Године 2008. српски панк бенд Новембар избацио је на њиховом албуму Радулизам, песму Бомбардери, бенда Безобразно зелено. Године 2011. песме Гибај се, слушатељи Радија 202 изгласали су је међу 60 најбољих песама које су икад избачене под окриљем продукцијске куће ПГП РТБ/ПГП РТС.
 Песме Београд и Бежим низ улицу нашле су се у књизи Песме братства, детињства & потомства: Антологија екс Ју рок поезије (1967—2007), коју је написао Петар Јањатовић.

## Дискографија

### Студијски албуми
- БЗ1 (1983) (ПГП РТБ)
- Неонске бајке (1989) (ПГП РТБ)

### Остало
"Београд" / "Бежим низ улицу" (Артистичка радна акција, 1981)